# Четвърти Райх
Четвъртият Райх е хипотетичен бъдещ германски Райх, който е наследник на Третия райх (1933 – 1945), следвайки традиционния ред, въведен в книгата на Артър Мюлер ван де Брук от 1923 г. „Das Dritte Reich“, включваща Свещената Римска империя като първи райх и Германската империя като втори райх.
Терминът „Трети райх“ е създаден от Артър Мюлер ван ден Брук като заглавието на неговата книга от 1923 г. „Das Dritte Reich“. То се отнася до Нацистка Германия. Той е използван от нацистите за пропагандни цели, за да легитимират режима си като наследяваща държава на преименувания първи райх (962 – 1806) и втория райх (Имперска Германия, 1871 – 1918).
Терминът „четвърти райх“ се използва по различни начини. Неонацистите го използват, за да опишат предчувственото възраждане на Нацистка Германия, докато други използват термина, като теоретици на конспирацията д-р Джоузеф Фарел, Питър Ленденда и Джим Марс, които го използват, за да се позовават на това, което възприемат като скрито продължение на нацистките идеали.

## Неонацизъм
По отношение на неоназизма, Четвъртият Райх е представен като включващ арийско надмощие, антисемитизъм, разширение на „жизненото пространство“, агресивен милитаризъм и тоталитаризъм. При създаването на Четвъртия райх, германските неонацисти предлагат Германия да придобие ядрени оръжия и да използва заплахата от използването им като форма на изнудване, за да се разшири до предишните граници на Германия от 1937 г.
Въз основа на брошури, публикувани от Дейвид Миат в началото на 1990-те години, много неонацисти започват да вярват, че възходът на Четвъртия райх в Германия ще подготви пътя за създаването на Западна Империя, световна арийска империя, обхващаща всички земи, населени предимно от европейски народи (т.е. Европа, Русия, Англо-Америка, Австралия, Нова Зеландия, Южна Африка).

## Европейски съюз
Коментаторите в цяла Европа използват термина „Четвърти Райх“, за да посочат влиянието, което Германия упражнява в Европейския съюз.